# Thelypteris firma
Thelypteris firma là một loài thực vật có mạch trong họ Thelypteridaceae. Loài này được (Baker ex Jenman) Proctor miêu tả khoa học đầu tiên năm 1953.